# Trupanea longipennis
Trupanea longipennis är en tvåvingeart som först beskrevs av Malloch 1931.  Trupanea longipennis ingår i släktet Trupanea och familjen borrflugor. Inga underarter finns listade i Catalogue of Life.